# Arcyosperma primulifolium
Arcyosperma primulifolium là một loài thực vật có hoa trong họ Cải. Loài này được (Thomson) O.E.Schulz mô tả khoa học đầu tiên năm 1924.